# Iglesia de San Cristóbal (Ecatepec)
La Iglesia de San Cristóbal es el templo católico y casa parroquial del barrio de San Cristóbal Ecatepec, en Ecatepec de Morelos, Estado de México, México.

## Ubicación
Esta iglesia se encuentra en el centro histórico del municipio, junto al Zócalo de Ecatepec y a la Casa de la Cultura "José Ma. Morelos y Pavón" y detrás de la Catedral de Ecatepec. Al lado norte corre la Avenida Morelos.

## Historia
El territorio de Ecatepec pertenecía a Moctezuma y después perteneció a su hija Leonor Moctezuma. Con los españoles llegaron también misioneros, entre ellos los de la orden dominica, quienes tuvieron a su cargo la construcción del templo católico en el entonces pequeño pueblo de Ecatepec. Dedicaron entonces el templo a San Cristóbal. El valor histórico de esta iglesia es importante para Ecatepec, ya que se trata de una de las construcciones más antiguas del municipio. A pesar de haber sufrido varias remodelaciones, la iglesia y convento aledaño datan de 1562 La iglesia se conserva y el monasterio dominico es utilizado ahora como oficinas administrativas, mientras que una parte de éste se utilizó para la creación de la casa de la Cultura "José Ma. Morelos y Pavón".
Esta iglesia y su parroquia a cargo hasta el momento del cura párroco formaron parte de la diócesis de Texcoco hasta que en 1995 se creó la diócesis de Ecatepec a cargo del obispo Onésimo Cepeda Silva. La iglesia entonces no contaba con las condiciones para ser declarada catedral, por lo que se construyó la catedral de Ecatepec, inaugurada en 1999.